# Hyalopsora polypodii
Hyalopsora polypodii är en svampart som först beskrevs av Christiaan Hendrik Persoon, och fick sitt nu gällande namn av Paul Wilhelm Magnus 1901. Hyalopsora polypodii ingår i släktet Hyalopsora och familjen Pucciniastraceae.   Inga underarter finns listade i Catalogue of Life.